# Arnold Janssen
Pour les articles homonymes, voir Arnold et Janssen.
Saint Arnold Janssen, né le 5 novembre 1837 à Goch et mort le 15 janvier 1909, est un prêtre catholique allemand, fondateur de la congrégation missionnaire du Verbe Divin (S.V.D.). Canonisé le 5 octobre 2003 par Jean-Paul II, il est commémoré le 15 janvier selon le Martyrologe romain.

## Biographie
Deuxième de dix enfants, il hérite de ses parents l'amour du travail bien fait et une profonde dévotion et solide foi chrétienne.
Après sa formation, Arnold est ordonné prêtre du diocèse de Münster le 15 août 1861. Il est nommé professeur à l'école secondaire de Bocholt, et c'est là qu'il passe les douze premières années de sa vie sacerdotale. Porté à une grande dévotion au Sacré-Cœur, Arnold Janssen est nommé directeur de l'apostolat de la prière.
Cela le conduit peu à peu, à s'intéresser à la mission universelle de l'Église et se décide alors de dédier sa vie à éveiller l'Église allemande à sa conscience missionnaire en publiant une modeste revue baptisée: Petit messager du Sacré-Cœur. Cette revue missionnaire donnait des nouvelles des activités missionnaires et encourageait les catholiques allemands à soutenir les missions étrangères.
L'activité de l'abbé Janssen évolue dans un contexte socio-politique très anti-religieux. Les autorités politiques ont mis au point un mécanisme de répression de l'Église catholique allemande dans le but d'éliminer son influence parmi la population, et la soumettre au pouvoir de l'autorité centrale. C'est ainsi que Bismarck, alors Chancelier imperial, commence le « Kulturkampf » (combat pour la civilisation) en promulguant une série de lois anti-catholiques, permettant l'expulsion de prêtres, de religieux et religieuses. Plusieurs évêques sont emprisonnés.
Arnold saisit l'occasion. D'un côté, il encourage les prêtres expulsés de leurs lieux de travail à partir en mission outremer, et de l'autre, il ouvre un séminaire pour la préparation de futurs missionnaires. Beaucoup de ceux qui le connaissent sont de l'avis qu'il n'est pas la personne indiquée pour cela et que l'heure n'est pas propice.

## Le fondateur

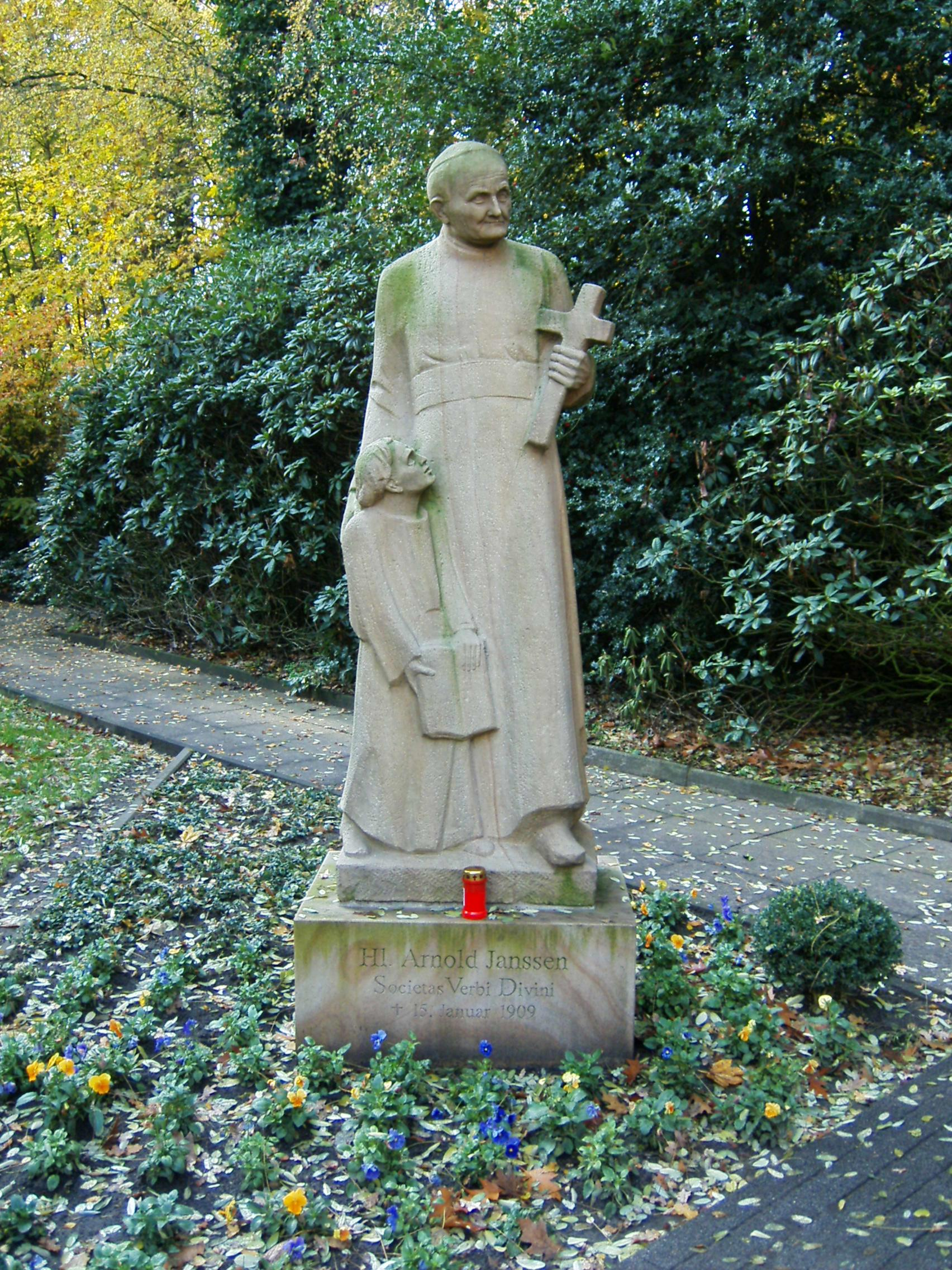
Une statue de saint Arnold Janssen érigée en 1954

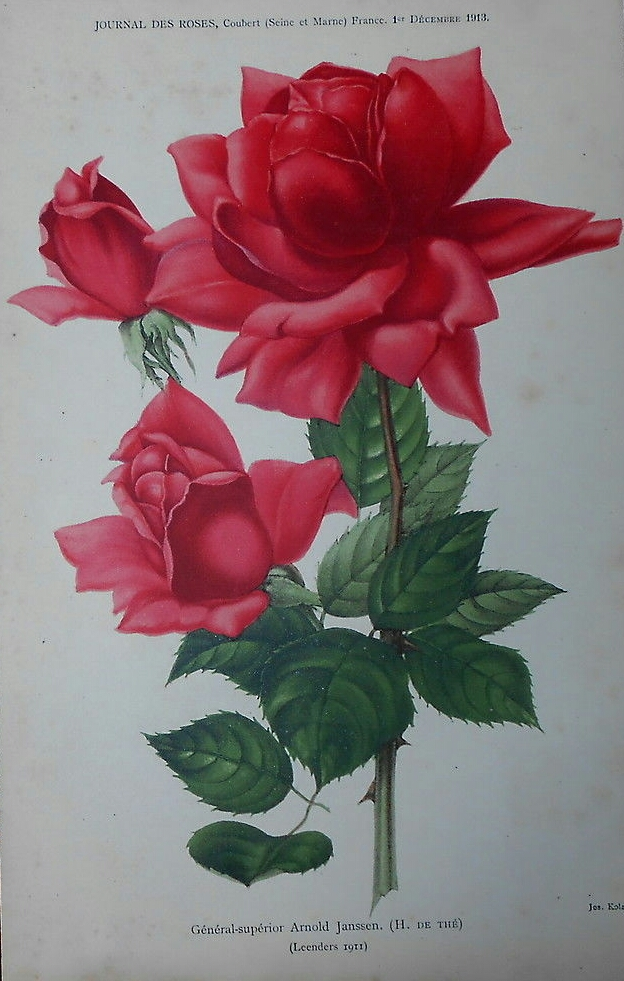
Rose hybride de thé qui lui été dédiée en 1911 par le rosiériste Leenders.

Se laissant conduire par le Saint-Esprit, Janssen développe son projet missionnaire. Il ouvre une maison à Steyl, aux Pays-Bas pour former des missionnaires parce que la situation politique en Allemagne ne le permet pas. La date d'ouverture de cette maison, le 8 septembre 1875, est considérée comme date de fondation de la Société du Verbe Divin, une congrégation religieuse en droit français de prêtres et frères. Quatre ans plus tard, soit le 2 mars 1879, les deux premiers missionnaires, Joseph Freinademetz et de Jean-Baptiste Anzer, partent pour la Chine.
Le P. Janssen fonde également deux congrégations religieuses féminines, les Sœurs missionnaires servantes du Saint-Esprit (C.M.S.Sp.S), en 1889, et les Sœurs servantes du Saint-Esprit de l'Adoration perpétuelle (S.Sp.S.A.P.), en 1896.
Le P. Janssen s'éteint le 15 janvier 1909. Toute sa vie durant, il a cherché la volonté de Dieu et mis toute sa confiance en la divine providence. Son engagement pour la mission a sans doute reçu la bénédiction de Dieu car, les congrégations qu'il a fondées se sont aujourd'hui répandues à travers le monde entier.
Actuellement plus de 6 000 missionnaires du Verbe Divin travaillent dans 75 pays ; 3 800 Sœurs servantes du Saint Esprit œuvrent dans 35 pays et 400 Sœurs servantes du Saint Esprit de l'Adoration perpétuelle dans 10 pays. Il a été béatifié par le pape Paul VI le 19 octobre 1975 et canonisé le 5 octobre 2003 par Jean-Paul II.